# Utopia Planitia
Utopia Planitia ist eine größere Tiefebene auf dem Planeten Mars und Bestandteil von dessen nördlicher Tieflandhemisphäre.

## Überblick
Das Zentrum der Utopia-Tiefebene liegt bei 49,7° nördlicher Breite und 118° östlicher Länge. Sie erstreckt sich größtenteils nach Osten und Westen; ihr größter Durchmesser beträgt 3200 Kilometer. Südöstlich grenzt sie an Elysium Planitia. Der Name Utopia – griechisch Nicht-Ort (ou topos) – wurde 1973 von einem klassischen Albedomerkmal der früher nur von der Erde aus erforschbaren Marsoberfläche übernommen und bezieht sich auf den gleichnamigen Roman von Thomas Morus.
Am 3. September 1976 landete in Utopia Planitia der Lander der Raumsonde Viking 2 westlich des östlichen Kraters Mie – dem bedeutendsten Einschlagkrater in Utopia – und lieferte bis zum Jahr 1980 Fotos und wissenschaftliche Daten von der Marsoberfläche. Mit ihrem Bodenradar SHARAD hat die amerikanische Marssonde Mars Reconnaissance Orbiter große Mengen Wassereis im Untergrund von Utopia Planitia entdeckt. Die unterirdische Eisschicht ist zwischen 80 und 170 Meter dick und liegt nur ein bis zehn Meter unter der Oberfläche.
Hierbei handelt es sich jedoch um ein regional begrenztes Phänomen. Forscher um die Geophysikerin Chen Ling (陈凌, * 1971) vom Institut für Geologie und Geophysik der Chinesischen Akademie der Wissenschaften konnten 2022 anhand der dielektrischen Eigenschaften des Materials südlich der Landestelle des Rovers Zhurong definitiv ausschließen, dass sich dort – zumindest bis in eine Tiefe von 80 m – Wassereis befand.
Der Rover Zhurong landete am 14. Mai 2021 um 23:18 Uhr UTC in der Utopia Planitia bei 109,9° östlicher Länge und 25,1° nördlicher Breite. Am 3. Dezember 2021 billigte die Internationale Astronomische Union 22 chinesische Namen für Bodenformationen im Umfeld der Landestelle.

## Entstehung
Es wird angenommen, dass die Utopia Planitia mit ihrem Durchmesser von 3200 km vor etwa 3,45 bis 3,68 Milliarden Jahren, während der Noachischen Periode, durch einen Asteroideneinschlag entstand.
Zum Vergleich: das Südpol-Aitken-Becken auf dem Mond hat einen Durchmesser von etwa 2400 km. Anschließend wurde der Einschlagkrater durch vulkanisches Material und herabrutschendes Gestein, das eine Sedimentschicht bildete, teilweise aufgefüllt. Während der frühen Hesperianischen Periode wurde der Krater durch von Vulkanen ausgeworfenen Flutbasalte, also sehr dünnflüssige Lava, weiter aufgefüllt. Während der mittleren Hesperianischen Periode vor etwa 2,7 Milliarden Jahren bildeten sich in dem Becken durch die vulkanische Aktivität Gräben und Grate. 
Bereits während der frühen Hesperianischen Periode vor etwa 3,2 bis 3,5 Milliarden Jahren gab es in dem Becken schwere Überschwemmungen, die die Utopia Planitia in einen Ozean verwandelten. Ein Profil, das mit dem niederfrequenten Bodenradar des Rovers Zhurong zwischen dem 25. Mai und 6. September 2021 über eine Strecke von 1171 m erstellt wurde, zeigt in einer Tiefe von 30–80 m eine von unten nach oben an Feinkörnigkeit zunehmende Geröllstruktur, die als Sedimentmaterial interpretiert wird, das durch eine rasch steigende Flut in das Becken eingetragen wurde.
Anschließend verschwand das Wasser durch bislang ungeklärte Umstände wieder und das Becken wurde zu einem Teil der Vastitas Borealis, der großen Ebene, die die nördliche Polregion des Mars umgibt. 
Durch tektonische Prozesse entstanden im weiteren Verlauf aus Gräben von bis zu 2 km Breite gebildete, polygonartige Strukturen mit Durchmessern von 5–20 km, das als Adamas Labyrinthus bekannte Grabenbruchsystem.
Zu Beginn der Amazonischen Periode vor 1,8 Milliarden Jahren flossen große Lavamassen aus den Vulkanen der östlich der Utopia Planitia gelegenen Elysium-Region auf einen Teil der Tiefebene.
Diese Lavamassen reichten jedoch nicht bis 110° östlicher Länge. Bei dem von Zhurong erstellten Bodenprofil fanden sich keine scharfen Trennlinien zwischen Sedimentschichten und Basalt, wie sie die amerikanische Sonde InSight weiter östlich in der Elysium-Region festgestellt hatte. Stattdessen gab es entlang der Wegstrecke von Zhurong in einer Tiefe von 10–30 m eine weitere, nach oben hin feinkörniger werdende Sedimentschicht. Diese wird auf eine kürzere Flut vor etwa 1,6 Milliarden Jahren zurückgeführt, die durch schmelzendes Eis ausgelöst worden sein könnte.

## Weitere Entwicklung
Das Klima in der bis heute andauernden Amazonischen Periode des Mars ist generell kalt und trocken. Durch Ablagerung und Erosion der Eiskappen an den Polen gibt es zwar einen gewissen Wasserkreislauf, flüssiges Wasser war in den vergangenen anderthalb Milliarden Jahren jedoch eher selten. Nichtsdestotrotz gibt es geomorphologische Hinweise auf die Existenz von Flüssen auch in jüngerer Vergangenheit. Bodenformationen wie die Polygone, Aschenkegel und Geisterkrater deuten auf eine beträchtliche Menge an flüchtigen Stoffen in den oberflächennahen Schichten hin. Vor der Landung des Rovers Zhurong wurde aus dem Orbit eine zweimonatige, sehr sorgfältige Kartografierung des Gebiets am südlichen Rand der Utopia Planitia durchgeführt. Über Kraterzählung fand man, dass das dortige Oberflächenmaterial möglicherweise nur 700 Millionen Jahre alt ist, es sich also um eine während der mittleren Amazonischen Periode gebildete Schicht handeln müsste.
Nach der Landung fand der Rover zwei unterschiedliche Arten von Felsbrocken. Zum einen dunkel gefärbte, basaltische Felsen wie auf den von Viking 2 aufgenommenen Fotos, bei denen es sich wohl um Auswurfmaterial von Meteoriteneinschlägen handeln dürfte. Daneben fand Zhurong aber auch hellere Felsen in der Größenordnung von 8 bis 18 cm, oft von Staub bedeckt und mit abblätternden Oberflächen, die auf Verwitterung durch thermische Spannung hindeuten. Als der Rover die hellen Felsen mit seinem Bordlaser beschoss und die entstehenden Dämpfe spektrografierte, stellte sich heraus, dass es sich um hydrierte Sulfate und hydriertes Siliciumdioxid handelte.
Die Wissenschaftler vom Nationalen Schwerpunktlabor für Weltraumwetter interpretieren die hellen Felsen als speziell an dieser Stelle entstandene Duricrust, wesentlich dicker als die sehr dünnen und zerbrechlichen Oberflächenbeläge an den Landestellen der amerikanischen Sonden, die wohl durch Diffusion von Wasserdampf aus der Atmosphäre entstanden. Um die von Zhurong gefundenen Felsen zu bilden, war eine beträchtliche Menge flüssigen Wassers notwendig. Man zog Oberflächenwasser wie zum Beispiel Flüsse in Erwägung, es fanden sich jedoch keine ausgetrockneten Flussbetten in der Umgebung. Die chinesischen Wissenschaftler halten es daher für wahrscheinlicher, dass sich die Duricrust durch aufsteigendes Grundwasser bildete, wohl in einem Prozess, der sich mehrmals wiederholte und damit die Mächtigkeit der Schicht erzeugte.
Eine der möglichen Erklärungen hierfür sind die regelmäßigen Klimaänderungen, die durch die sich mit einer Periode von 12.000 Jahren zwischen 14,9° und 35,5° ändernde Achsneigung des Mars hervorgerufen werden (derzeit ist die Achse des Mars um 25,2° zur Bahnebene geneigt).
Alternativ könnte das Wassereis im Untergrund der Utopia Planitia auch durch einen von Vulkanausbrüchen oder Asteroideneinschlägen hervorgerufenen Treibhauseffekt geschmolzen worden sein. In beiden Fällen wären die hydrierten Mineralien ein Hinweis darauf, dass es während der prinzipiell kalten und trockenen Amazonischen Periode in jüngerer Vergangenheit wiederholt kurze Phasen der Klimaerwärmung gab.

## Magnetfeld

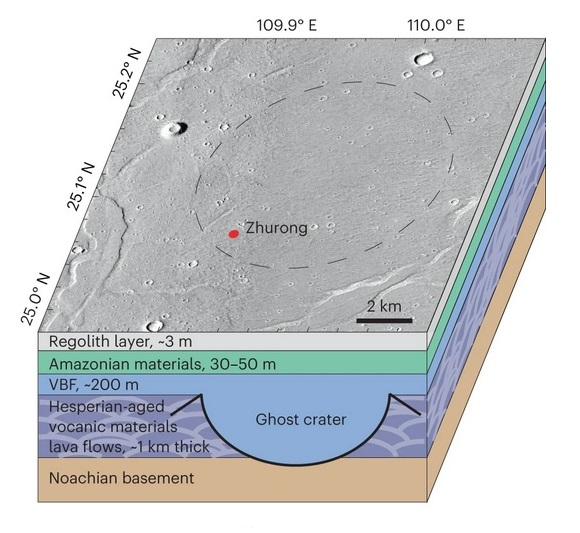
Geologische Struktur an der Landestelle des Rovers Zhurong (VBF = Sedimente aus der Zeit der Bildung der Vastitas Borealis während der späten Hesperianischen Periode).

Mit dem Fluxgate-Magnetometer des Rovers Zhurong wurde zwischen dem 4. Juni und 3. September 2021 auf einer von der Landestelle bei 109,926° östlicher Länge und 25,066° nördlicher Breite nach Süden gehenden Strecke von 1089 m an 16 Punkten das örtliche Magnetfeld gemessen. Die Landestelle liegt über einem bei 109,97° östlicher Länge und 25,12° nördlicher Breite zentrierten Geisterkrater von 10 km Durchmesser und 1 km Tiefe. Nach Kalibrierung und Herausrechnung der vom Rover selbst erzeugten Magnetfelder zeigte sich, dass das mehr oder weniger nach Südosten ausgerichtete Magnetfeld entlang der Strecke eine außergewöhnlich niedrige Flussdichte hatte: auf den ersten 200 m weniger als 10 nT, bei 200–600 m etwa 30 nT, dann bei 600–1000 m wieder weniger als 10 nT. Beobachtungen aus dem Orbit ließen an dieser Stelle eine magnetische Flussdichte von 55 nT erwarten, also fast das Doppelte. Zum Vergleich: die amerikanisch-europäische Sonde InSight maß an ihrer Landestelle in der Elysium Planitia eine Flussdichte von 2000 nT, fast zehnmal so viel wie die 300 nT, die man nach der Beobachtung aus dem Orbit erwartet hätte.
Als Erklärung bieten die Wissenschaftler vom Ingenieurlabor für Tiefbohrungsausrüstung und -technik des Instituts für Geologie und Geophysik der Chinesischen Akademie der Wissenschaften und anderer Einrichtungen zwei Möglichkeiten an. Zum einen könnte die Utopia Planitia durch den Impakt bei ihrer Entstehung vor 3,5 Milliarden Jahren demagnetisiert worden sein. Diese Theorie wird durch Messungen aus dem Orbit gestützt, die – allerdings mit sehr grober Auflösung – über den gesamten Durchmesser von 3200 km ein schwaches Magnetfeld zeigen. Die von Zhurong am Boden gemessenen, niedrigeren Werte deuten darauf hin, dass die Flutbasalte, die das Einschlagbecken während der frühen Hesperianischen Periode wieder auffüllten, nie magnetisiert waren. Eine andere Möglichkeit wäre, dass das von dem Rover durchquerte Gebiet durch den späteren Impakt demagnetisiert wurde, der den Geisterkrater geschaffen hatte. Dies wäre durchaus möglich, da die Auflösung von Magnetfeldmessungen aus dem Orbit bei etwa 100 km liegt und man Anomalien von 10 km Durchmesser nicht bemerken würde.

## Rezeption in der Unterhaltung
In der Fernsehserie „Star Trek“ befinden sich dort (auf der Oberfläche und im Orbit) die Utopia-Planitia-Flottenwerften, eine große Ansammlung von Raumstationen, Schiffswerften und Wartungsanlagen der Vereinten Föderation der Planeten, in der u. a. die Raumschiffe USS Enterprise NCC-1701-D, USS Defiant NX-74205 und die USS Voyager vom Stapel liefen.